# Alain Sourou Orounla
Alain Sourou Orounla est un avocat et homme politique béninois. Il est préfet du département du Littoral. Il a été Ministre de la Communication et de la Poste dans le premier gouvernement de Patrice Talon.

## Biographie

### Enfance, éducation et débuts
Alain Sourou Orounla est né le 11 novembre 1967 à Cotonou au Bénin. Il fait ses études secondaires au lycée Toffa 1er de Porto-Novo, où il obtient son baccalauréat série C en 1987. Il poursuit ses études supérieures en France et obtient un DESS en droit des entreprises puis un DEA en droit des affaires de l'Université de Reims Champagne-Ardenne. Il poursuit son cursus en obtenant un Certificat d'aptitude à la profession d'avocat (CAPA) au Centre régional de formation professionnelle des avocats d'Alsace à Strasbourg. C'est le 18 mars 1996 qu'il fait son entrée au barreau de Strasbourg. Il prête le serment d'avocat le 25 mars 1996 devant la Cour d'appel de Colmar.

### Carrière
En 1998, il ouvre son propre cabinet. Après son retour au pays, il prête également serment devant le barreau du Bénin.
Membre fondateur du Bloc républicain, il fait son entrée dans le gouvernement de Patrice Talon le 5 septembre 2019 en tant que Ministre de la Communication et des Postes, ainsi que porte-parole du gouvernement. Il occupe ce poste jusqu’au 25 mai 2021, puis est nommé préfet du département du Littoral le 2 juin 2021,,.